# ウラン233
ウラン233はウランの放射性同位体の一つ。天然ウランには含まれていない。実用的にはトリウム232に中性子を吸収させることで生ずる。半減期は16万年。
ウラン233は核分裂性核種であるが、ウラン235やプルトニウムの利用が進んだこともあって核兵器にはほとんど使用されていない。トリウムは一説にはウランの五倍とも言われる埋蔵量があり、豊富に産出するためトリウムを核燃料として利用するトリウム燃料サイクルによる原子炉（Th炉）を用いた原子力発電が考えられたが、高速増殖炉の研究の陰で関心は薄れている。トリウム燃料サイクルでは原子炉にトリウム核燃料を装架して中性子を当て、生じたウラン233を燃焼させている。トリウム燃料サイクルは国内に豊富なトリウム資源を持つインドで盛んに研究されているが、いまだ実用には至っていない。
ウラン233が崩壊してできるビスマス213は新しいがん治療用の放射性同位体として有望視されている。